# Gyttjebad

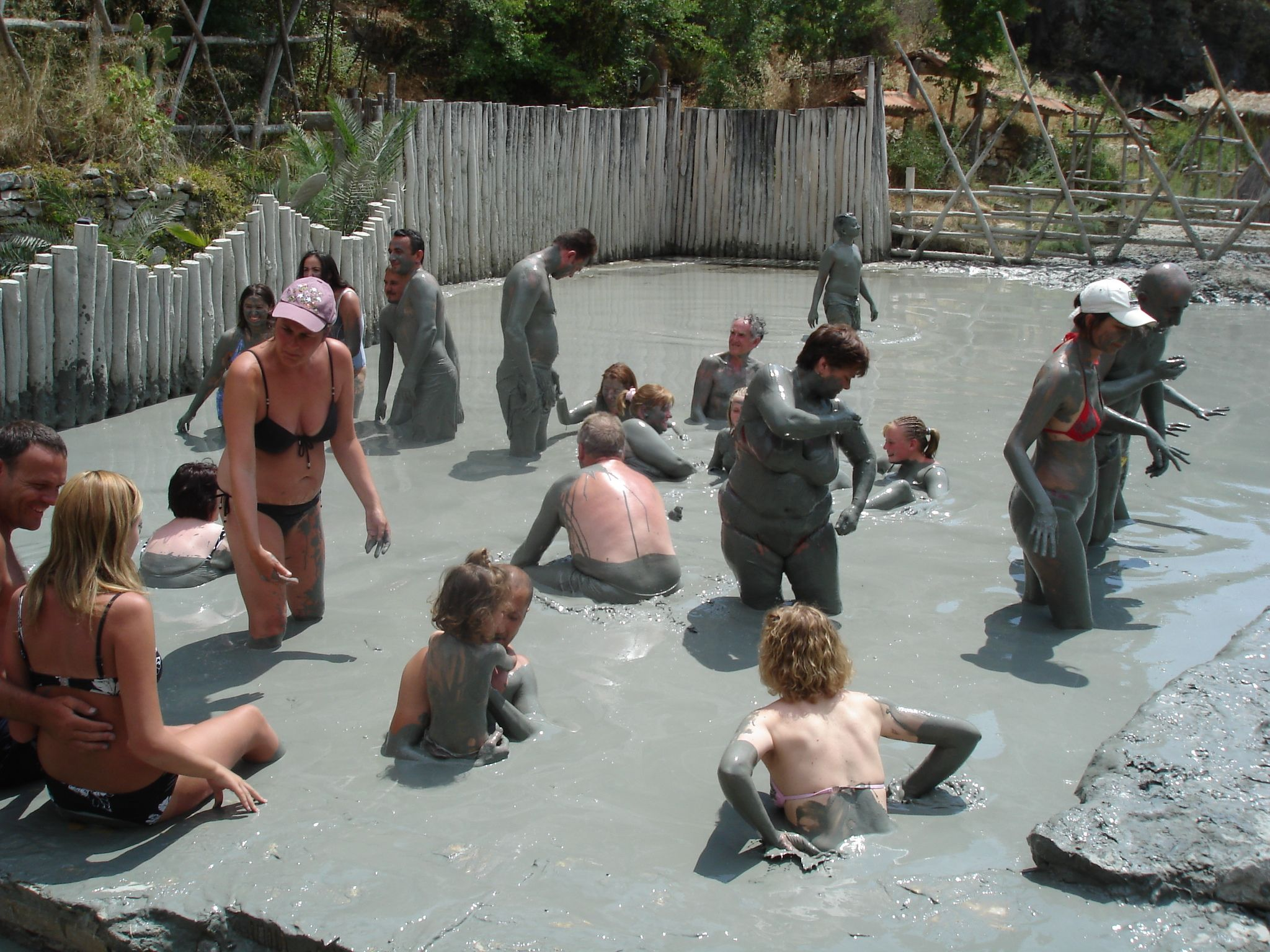
Gyttjebad i Turkiet.

Gyttjebad är en sorts alternativ behandling där en person lägger sig i ett vattenbad som innehåller mycket lera. Gyttjebad kan ibland också kallas för gyttjeterapi och på engelska mud therapy. Gyttjebad används kanske främst inom SPA-branschen där leran kan finnas i en inpackning eller i ett bad och används främst terapeutiskt. Leran har bland annat absorberande egenskaper och anses göra att blodtrycket stiger, andningen ökar och blodcirkulationen förbättras. I början av en behandling kan man dock uppleva att man kan bli sämre om man lider av en kronisk sjukdom. Man kan också uppleva sig extra sömnig.
Behandlingen sägs kunna hjälpa vid bland annat reumatism, artros, osteoporos, Bechterews sjukdom och gynekologiska besvär samt olika slags hudåkommor, såsom psoriasis och eksem. Inga vetenskapliga belägg finns dock för dessa påståenden.